# Yeşilyazı, Samandağ
Yeşilyazı là một xã thuộc huyện Samandağ, tỉnh Hatay, Thổ Nhĩ Kỳ. Dân số thời điểm năm 2011 là 146 người.